# Pico Mayakovski
El pico Mayakovskiy es una cima en la cordillera de Pamir, en el extremo sudoeste de Tayikistán, en la Provincia Autónoma de Alto Badajshán. Tiene una elevación de 6.096 m s. n. m. Fue descubierto a principios de los años 1930 por el explorados soviético Luknitskiy, que le dio un nombre figurativo, Pico de tres cabezas. Tras el primer ascenso de montañistas en 1947, el pico fue rebautizado en honor al poeta Vladimir Mayakovski.